# Prix de poésie Pierrette-Micheloud
Le grand prix de poésie Pierrette-Micheloud est un prix littéraire suisse créé en 2008.

## Historique
Le prix a été créé dans le cadre de la Fondation Pierrette Micheloud à Lausanne, selon les vœux de l'artiste franco-suisse morte en 2007.
Le jury, composé de quatre écrivains et présidé par Ferenc Rákóczy, décerne, trois années sur quatre, le prix de poésie Pierrette-Micheloud (doté de 15.000 francs suisses) à un(e) poète d’expression française pour un recueil de poèmes paru dans l'année précédente et, une année sur quatre, le grand prix de poésie Pierrette-Micheloud (doté de 30.000 francs suisses) à un(e) poète d'expression française pour l'ensemble de son œuvre.
Le jury actuel est composé de  Jean-Dominique Humbert, Nuria Manzur-Wirth, Ferenc Rákóczy et Valérie Gillard.

## Liste des lauréats
- 2008 : René de Obaldia, de l'Académie française (Grand Prix)[2]
- 2009 : Sylvestre Clancier, pour Généalogie du paysage (Éditions L'Harmattan, coll. Accent tonique - Poésie)
- 2010 : Lionel Ray, pour Entre nuit et soleil (Éditions Gallimard)
- 2011 : Yves Bonnefoy (Grand Prix)
- 2012 : Vénus Khoury-Ghata, pour Où vont les arbres? (Mercure de France)
- 2013 : Charles Dobzynski, pour Journal de la lumière & Journal de l'ombre (Le Castor astral)
- 2014 : Marc Alyn (Grand Prix)[2]
- 2015 : Werner Lambersy, pour Dernières nouvelles d'Ulysse (Éditions Rougier V.)
- 2016 : Nimrod, pour Sur les berges du Chari, district nord de la beauté (Editions Bruno Doucey)
- 2017 : Pierre Voélin (Grand Prix)
- 2018 : Richard Rognet, pour Les Frôlements infinis du monde, Éditions Gallimard, 2018
- 2019 : Thierry Raboud, pour Crever l'écran, Editions Empreintes, 2019
- 2021 Antonio Rodriguez pour Europa Popula, Editions Tarabuste, 2020
- 2020 : Laurence Verrey (Grand Prix pour l'ensemble de son œuvre)
- 2022 : Muriel Pic pour L'Argument du rêve, Editions Héros-Limite, 2021
- 2023 : Alain Rochat (Grand Prix pour l'ensemble de son oeuvre)
- 2024 : Prix non décerné